# Lucien Lison
Lucien Alphonse Joseph Lison (1908 - 1984) foi um médico, biomédico e cientista belgo-brasileiro considerado o "Pai da Histoquímica".

## Biografia
Lison nasceu em Trazegnies, Bélgica. Cursou medicina na Université Libre de Bruxelles, graduando-se em 1931. Optando por uma carreira na pesquisa biológica experimental, Lison iniciou um trabalho em histologia, desenvolvendo um grande número de novas técnicas para a identificação/marcação de substâncias específicas presentes em um tecido biológico. 
Antes do advento da marcação por isótopos radioativos, esse era o único conjunto de técnicas baseadas em atividade bioquímica que permitia conclusões sobre funções biológicas, sendo altamente promissora, não só para a ciência básica (como para a fisiologia e para a farmacologia), mas também para a patologia e para o diagnóstico de doenças. Ele desenvolveu o processo de coloração de Lison-Dunn, uma técnica que usa "leuco patent blue V" e a enzima hidrogênio-peroxidase para demonstrar a presença da enzima hemoglobina-peroxidase em tecidos e lâminas preparadas. 
Em 1936, Lison escreveu um trabalho divisor de águas, em que define precisamente os critérios cientificamente aceitáveis para o desenvolvimento de evidências morfológicas em processos citoquímicos. Em 1950, juntamente com J. Pasteels, desenvolveu um novo histofotômetro e uma técnica que aplicou extensivamente para a quantificação de DNA em diversos tipos de células, presente na cromatina (cromossomos no nucléolos). Essa abortagem se tornou vastamente utilizada como ferramenta de laboratório no início da novas ciências de biologia molecular e genética.
Em 1951, utilizando essa técnica com a reação de Feulgen, ambos os autores estudaram a quantidade de DNA no núcleo de ovos de ouriço-do-mar e mostraram pela primeira vez o importante fato de que a cada vez que a morfogênese é acompanhada por uma intensa mitose, a quantidade de DNA nuclear aumenta nessa região.
Lison também deu grandes contribuições à compreensão da metacromasia, a histoquímica de fosfatases e de lipídeos. Em 1952, Lison publicou um livro-texto verdadeiramente monumental em histoquímica animal, que se tornou clássico no campo, unificando e interagindo diversos conceitos. Com isso, foi chamado de "Pai da histoquímica".

## Faculdade de Medicina de Ribeirão Preto
Em 1953, foi convidado pelo professor Zeferino Vaz, fundador e então diretor da Faculdade de Medicina de Ribeirão Preto, para a cadeira do Departamento de Histologia na faculdade. Como a Europa vivia um período difícil (pós-guerra), as propostas motivantes e "revolucionárias" de docência na universidade brasileira motivaram Lison, bem como vários outros pesquisadores europeus. 
Depois de um ano de trabalho, o Departamento de Anatomia da unidade foi unido ao departamento de Histologia, dando origem ao Departamento de Morfologia, chefiado por Lison. Dr. Lison se tornou professor titular e catedrático com a tese intiulada "Influência de agentes fixativos nas reações histoquímicas de grupos amino", um trabalho muito importante para a neuroquímica. Em 1960, ele publicou o livro-texto "Histoquímica animal e Citoquímica - Princípios e Métodos", uma expansão e atualização de seu primeiro livro.

## Faculdade de Filosofia, Ciências e Letras de Ribeirão Preto
Lison tinha uma mente ativa e eclética, bem como uma memória lendária. Ele também escreveu um texto sobre bioestatística em 1958, e, dez anos mais tarde, iniciou experimentos com novas abordagens para a educação médica e tecnologia educacional. No final da década de 50, iniciou a criação de uma nova faculdade no campus de Ribeirão Preto, a Faculdade de Filosofia, Ciências e Letras de Ribeirão Preto (FFCLRP), que iniciou suas atividades em 1964 sob a direção de Lison.
Ao contrário do que seu nome sugere, a FFCLRP (ou "Filô") oferecia inicialmente os cursos de Biologia, Física (posteriormente substituído por Licenciatura em Ciências), Psicologia e Química (a denominação de "Filosofia, Ciências e Letras" é influência da tradição do modelo universitário alemão). Seguindo o exemplo de Zeferino Vaz, Lison convidou diversos professores estrangeiros (notadamente belgas) para a composição do corpo docente da faculdade. Atualmente, a FFCLRP possui 4 departamentos (Biologia, Física e Matemática, Psicologia e Educação, e Química), 12 cursos de graduação e 6 programas de pós-graduação, contando com mais de 2200 alunos e 180 docentes.
Depois de sua aposentadoria, Lison se dedicou à agricultura. Adquiriu uma fazenda próxima a Ribeirão Preto, onde desenvolvia e aplicava novas técnicas. Lison sofreu um derrame cerebral e declarou certo contentamento com ele, já que tinha esquecido as tramas de seus queridos livros de detetive e poderia lê-los novamente.
O único filho do Prof. Lucien Lison, Michel Pierre Lison, é um neurologista, professor da Faculdade de Medicina de Ribeirão Preto.